# La reina de las sombras
La reina de las sombras (Lost Girl) es una serie de televisión canadiense de drama y misterio que se emitió por primera vez el 12 de septiembre de 2010 en Showcase. La serie fue creada por Michelle Lovretta y producida por Jay Firestone. La trama principal gira alrededor de una chica súcubo bisexual llamada Bo, interpretada por Anna Silk, mientras aprende a controlar sus habilidades sobrenaturales y descubre la verdad sobre sus orígenes. Tras recibir buenas críticas, fue renovada para una segunda temporada el 12 de noviembre de 2010 (dos meses después de su estreno), para una tercera temporada el 9 de diciembre de 2011, para una cuarta temporada el 28 de febrero de 2013 y para una quinta temporada el 27 de febrero de 2014. En agosto de 2014, Showcase anunció que la quinta temporada sería la última razón por la cual fue dividida en dos partes con ocho capítulos cada una, se confirmó que en septiembre de 2015 se emitirá la segunda parte.

## Introducción
Los episodios comienzan con un resumen del anterior episodio; seguido de la secuencia de título de apertura, mostrando a los cuatro primeros actores principales, el creador de la serie y el título de la serie, acompañado por la canción Lost Girl. Por encima de la secuencia y la canción se escucha un monólogo de voz superpuesta de la protagonista, Bo (Anna Silk), resumiendo su historia:

La vida es difícil cuando no sabes quién eres. Es más difícil cuando no sabes lo que eres. Mi amor lleva una pena de muerte. Estuve perdida durante años, buscando y escondiéndome; sólo para averiguar que pertenezco a un mundo oculto a la gente. No me ocultaré más. Viviré la vida que yo quiera.

La canción de Lost Girl fue compuesta por Jody Colero, Marco DiFelice y Benjamín Pinkerton.
La duración de episodio total es de 44 minutos, incluyendo la cabecera inicial y los créditos finales.

## Argumento

### Temporada 1 (2010)
Bo es un súcubo que creció en una familia adoptiva, inconsciente de su naturaleza no humana y del mundo "Fae" del que descendía. Ella comenzó a sentirse "diferente" cuando entró en la pubertad y no sabía que no era normal hasta que, por casualidad, mata a su novio del instituto porque agotó su energía vital durante su primer encuentro sexual. Cuando contó a sus padres lo que había pasado, ellos le comunicaron a Bo que era adoptada. Sin saber lo que era y lo que había hecho, Bo se odió a sí misma y se escapó de casa, cambiando su vida anterior, quedando sin familia o amigos, mudándose de un lado a otro y asumiendo una identidad falsa siempre que tuviese que volver a matar. En el primer episodio, Bo salva a una mujer joven y humana, Kenzi, de un violador que a escondidas la había drogado con rohypnol en su bebida. Las dos rápidamente se hacen amigas y Kenzi decide que deberían formar un equipo para crear una agencia Fae/Humana de detectives. Poco después conoce a los líderes Fae del territorio local, quienes le exigen que escoja un bando: "La Luz" o "El lado Oscuro". Bo se declara neutra, decidiendo en cambio ponerse del lado de los humanos después de que Kenzi arriesgara su vida para averiguar dónde Bo había sido secuestrada por la fuerza y lo que ellos le hacían. La mayor parte del clan Fae consideró a Bo como una entidad desconocida que debería ser eliminada por ser un riesgo a su existencia secreta. A través de esta temporada, Bo aprende más sobre el mundo Fae mientras busca información sobre sus orígenes. A lo largo de la temporada, Bo también desarrolla relaciones románticas tanto con Dyson, un miembro del clan "Luz Fae" que es un lobo y detective de policía; como con Lauren, una doctora humana y científica en servidumbre a la Luz Fae.

### Temporada 2 (2011/12)
Bo afronta desafíos personales con Dyson después de que averiguase que él le mintió sobre quién era su madre de nacimiento y que él había sido un agente secreto; y con Lauren, cuando su relación se volvió complicada después de que Morrígan informase a Bo que Lauren tenía novia. Al mismo tiempo que se enfrenta con estas confusiones, un enemigo infame y antiguo del Fae, el Garuda, se despierta y reaparece con la intención de destruir la tregua entre la Luz y el lado Oscuro, y hacer estallar una nueva guerra entre ellos. Lachlan recluta a Bo para ser su ganador en la batalla contra el Garuda y ella está de acuerdo con la condición de que él la considere como una compañera, no como su criada. Bo, más tarde, se entera de quién es nieta y deduce que ha heredado alguno de sus poderes: si su sangre entra en contacto con una herida abierta, puede esclavizar y atar al sujeto a su voluntad. Usa este poder para unir a la Luz y al lado Oscuro contra el Garuda.

### Temporada 3 (2013)
Con la sociedad Fae tensa, Bo se encuentra afrontando nuevos cambios y retos mientras trata de forjar un nuevo equilibrio entre la Luz y el lado Oscuro. Mientras tanto, irrumpe Tamsin, un agente secreto que trabaja para dos clientes separados: Morrígan, que quiere construir un caso contra Bo de modo que ella pueda ejecutarla; y como un mercenario para alguien que quiere atrapar a Bo. Todo se vuelve complicado cuando Kenzi es secuestrada por un Kitsune enloquecido, que asume su identidad y deliberadamente siembra la desconfianza en las relaciones entre Bo y aquellos más cercanos a él. La tercera temporada culmina con Bo siendo sumergida por un humo negro y volatilizándose, por un supuesto, misterioso y biológico padre.

### Temporada 4 (2013/14)
Mientras Kenzi, Hale, y Dyson, viven sus vidas, Bo se encuentra desaparecida. Más tarde se entiende que ellos simplemente olvidaron a Bo, porque alguien los forzaba. Massimo ha estado dando poderes temporales a Kenzi para convertirse en Fae a cambio de un precio muy alto. Bo finalmente se despierta y se encuentra sobre un tren del cual salta. Un grupo de Fae llamado "Una Mens" es presentado. Cuando ella llega a casa, se descubre que mientras Bo no escogió ningún lado, su sangre había escogido el Oscuro. Tamsin nace de nuevo, como una niña, y crece con Kenzi como su pseudomamá. Massimo roba a Bo y Kenzi. También secuestra  a Tamsin para adquirir su pelo de valquiria, y después ser derrotado por Bo, persigue al pelo hasta un hoyo de lava, donde se supone que muere. Muchos de los secretos de Trick son revelados junto con su pasado, incluyendo la vida pasada de Tamsin. Lauren, que ha estado trabajando con el lado Oscuro, convierte a Morrigan en humano. La madre de Kenzi aparece y Hale es asesinado. Kenzi trata de vengarse pero es frenado por Vex, el guardián de Massimo. Bo se entera no solo de que su padre está llegando, si no de que para cerrar el portal, tendrá que entregar su corazón. Por ello, Kenzi se sacrifica entrando en el portal. La temporada finaliza con Bo visitando la tumba de Kenzi.

### Temporada 5 (2014/15)
En la quinta temporada, Bo intentará rescatar a su mejor amiga Kenzi del Valhalla y traerla nuevamente al mundo de los mortales. Mientras tanto busca a su padre, el cual guarda un misterioso y oscuro secreto. Tras encerrar un antiguo mal, Bo libera a Hades del inframundo y lo lleva al mundo de los vivos. Éste les engañará a todos con su educación y buena apariencia, pero nunca se imaginarían el mal que iban a desencadenar.

## Reparto

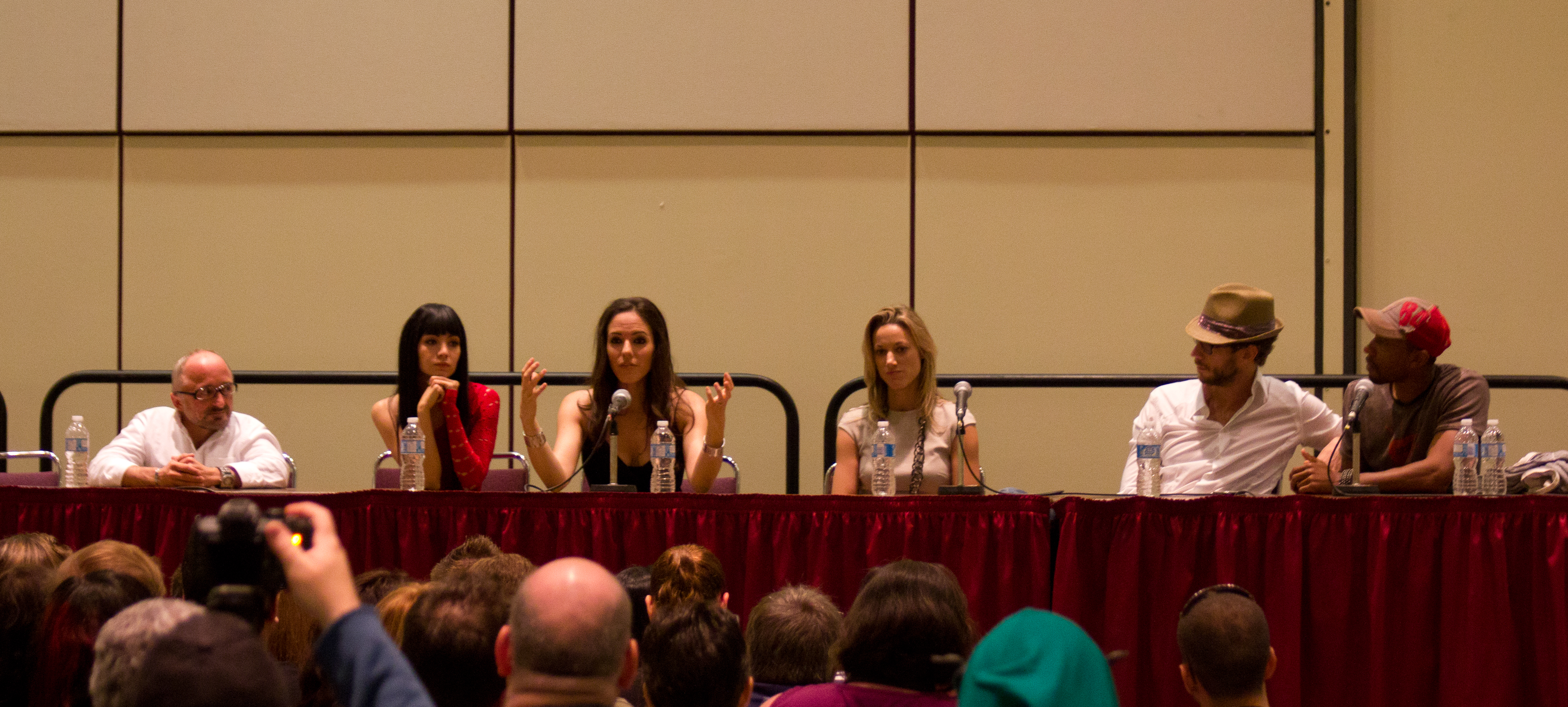
El reparto en agosto de 2011 en Fan Expo Canada. Desde la izquierda: Rick Howland, Ksenia Solo, Anna Silk, Zoie Palmer, Kris Holden-Ried, y K. C. Collins.

- Anna Silk como Bo: una súcubo que tiene el poder de absorber la fuerza de vida de los humanos y de los Fae a través de su boca. También puede manipularlos tocando su piel. Aprende a controlarse con la ayuda de Lauren, pero solo puede estar sin alimentarse unos pocos días.
- Kris Holden-Ried como Dyson: detective en el cuerpo de policía pese a no ser humano. Tiene 1500 años, es muy fuerte y pertenece a la luz Fae. Se enamora de la principal protagonista de la serie, Bo.
- Ksenia Solo como Mackenzie "Kenzi" Malikov: es una humana y la mejor amiga de Bo. Para poder estar en el mundo Fae, es declarada como propiedad o mascota de Bo.
- Zoie Palmer como Dr. Lauren Lewis: una doctora humana que sirve a la Luz Fae. Siente una atracción inmediata por Bo y se enamora de ella. Ayuda a los diferentes personajes a controlar y aprender a manejar sus habilidades.
- Rick Howland como Fitzpatrick "Trick" McCorrigan: es un camarero, dueño del único pub Fae en la ciudad, donde se reúnen la luz y el lado oscuro de los Fae. Al ser "The Blood King" tiene poderes muy potentes en su sangre.
- K. C. Collins como Hale Santiago: miembro de la Luz Fae y agente encubierto en el cuerpo de policía. Puede pacificar, controlar y matar humanos y Fae simplemente con un silbido. También puede curar heridas y el dolor de cualquier persona.

## Premios y nominaciones

### Canadian Screen Awards
| Año  | Categoría                                                                              | Nominado                                                                | Resultado | Referencia |
| ---- | -------------------------------------------------------------------------------------- | ----------------------------------------------------------------------- | --------- | ---------- |
| 2013 | Mejor Diseño de Producción o Dirección de arte en un programa de ficción o serie       | Ian Brock (por "Something Wicked This Fae Comes")                       | Nominado  | [ 1 ]      |
| 2013 | Mejor guion de serie dramática                                                         | Emily Andras (por "Into the Dark")                                      | Nominado  | [ 1 ]      |
| 2013 | Mejores cástines                                                                       | Lisa Parasyn (por "Barometz. Trick. Pressure.")                         | Nominado  | [ 1 ]      |
| 2013 | Mejor actuación por una actriz en un papel secundario destacado en una serie dramática | Ksenia Solo (por "The Girl Who Fae'd With Fire/Truth and Consequences") | Nominado  | [ 1 ]      |
| 2015 | Mejor fotografía de serie dramática                                                    | Craig Wright (por "In Memoriam")                                        | Nominado  | [ 2 ]      |
| 2015 | Mejores cástines                                                                       | Lisa Parasyn, Jon Comerford (por "In Memoriam")                         | Nominado  | [ 2 ]      |
| 2015 | Mejor actuación por una actriz en un papel secundario destacado en una serie dramática | Paul Amos (por "In Memoriam", "Origin")                                 | Nominado  | [ 2 ]      |

### Directors Guild of Canada
| Año  | Categoría                               | Nominado                                                                            | Resultado | Referencia |
| ---- | --------------------------------------- | ----------------------------------------------------------------------------------- | --------- | ---------- |
| 2011 | Producción de una serie                 | Ian Brock (por "Vexed")                                                             | Nominado  | [ 3 ]      |
| 2011 | Edición de sonido – Serie de televisión | Alex Bullick, James Robb, Tom Bjelic and John Laing (por "Dead Lucky")              | Nominado  | [ 3 ]      |
| 2014 | Mejor edición – Serie de Televisión     | Tom Bjelic, Emile Boucek, Katrijn Halliday, John Laing and James Robb (for "Waves") | Nominado  | [ 4 ]      |

### Gemini Awards
(Incorporated into Canadian Screen Awards as of 2013)
| Año  | Categoría                                                               | Nominado                                               | Resultado | Referencia |
| ---- | ----------------------------------------------------------------------- | ------------------------------------------------------ | --------- | ---------- |
| 2011 | Mejor actuación de una actriz en un papel secundario de serie dramática | Ksenia Solo                                            | Ganador   | [ 5 ]      |
| 2011 | Mejor proyecto de plataforma - Ficción                                  | Zandro Chan, Jay Firestone, Lui Francisco, Tigh Walker | Nominado  | [ 5 ]      |
| 2011 | Mejor guion de serie dramática                                          | Michelle Lovretta                                      | Nominado  | [ 5 ]      |
| 2011 | Mejor fotografía en una serie dramática                                 | David Greene                                           | Nominado  | [ 5 ]      |
| 2011 | Mejor casting                                                           | Jon Comerford, Lisa Parasyn                            | Nominado  | [ 5 ]      |

### Leo Awards
| Año  | Categoría                          | Nominado                            | Resultado | Referencia |
| ---- | ---------------------------------- | ----------------------------------- | --------- | ---------- |
| 2013 | Mejor dirección de serie dramática | David Winning (por "Midnight Lamp") | Nominado  | [ 3 ]      |

### WorldFest-Houston International Film Festival
| Año  | Categoría                                         | Nominado      | Resultado | Referencia |
| ---- | ------------------------------------------------- | ------------- | --------- | ---------- |
| 2012 | Producción de televisión – Dirección – Televisión | David Winning | Ganador   | [ 3 ]      |

### Otros premios
| Año  | Categoría                                                | Nominado                          | Resultado | Referencia   |
| ---- | -------------------------------------------------------- | --------------------------------- | --------- | ------------ |
| 2011 | Best Of TV Awards 2011 – Mejor Pareja                    | Bo and Dr. Lauren Lewis           | Ganador   | [ 7 ]        |
| 2012 | Mejor Serie Dramática                                    | Lost Girl                         | Ganador   | [ 8 ] [ 9 ]  |
| 2012 | Actriz Favorita                                          | Anna Silk                         | Ganador   | [ 8 ] [ 10 ] |
| 2013 | Mejor Pareja de TV de 2013                               | Bo and Lauren                     | Ganador   | [ 7 ]        |
| 2013 | Mejor actriz protagonista2013                            | Zoie Palmer                       | Ganador   | [ 11 ]       |
| 2013 | 2013 Golden Remote Awards – Mejor Pareja                 | Bo and Lauren, Lost Girl          | Ganador   | [ 12 ]       |
| 2013 | Serie dramática de TV favorita                           | Lost Girl                         | Ganador   | [ 12 ]       |
| 2013 | Actriz de TV favorita                                    | Zoie Palmer                       | Ganador   | [ 12 ]       |
| 2013 | Mejor Tuitero                                            | Zoie Palmer                       | Ganador   | [ 12 ]       |
| 2013 | Best Of TV Awards 2013 – Mejor Pareja                    | Dr. Lauren Lewis & Bo "Lost Girl" | Ganador   | [ 13 ]       |
| 2013 | Best Of TV Awards 2013 – Mejor actriz de ciencia ficción | Zoie Palmer "Lost Girl"           | Ganador   | [ 14 ]       |
| 2014 | Canadian Screen Awards – Mejor serie canadiense          | Lost Girl                         | Ganador   | [ 14 ]       |
| 2014 | Canadian Screen Awards – Mejor actriz canadiense         | Zoie Palmer                       | Ganador   | [ 14 ]       |
| 2015 | Canadian Screen Awards – Mejor actriz canadiense         | Anna Silk                         | Ganador   | [ 15 ]       |

### Visibilidad
| Año  | Categoría                               | Nominado                 | Resultado | Referencia   |
| ---- | --------------------------------------- | ------------------------ | --------- | ------------ |
| 2012 | Lío más caliente de Televisión/Película | Bo y Lauren (Lost Girl)  | Ganador   | [ 8 ] [ 16 ] |
| 2012 | Mejor Pareja Lesbiana                   | Bo y Lauren (Lost Girl)  | Ganador   | [ 8 ] [ 17 ] |
| 2013 | Mejor Personaje Lesbiana/Bisexual       | Lauren Lewis (Lost Girl) | Ganador   | [ 18 ]       |
| 2013 | Personaje Lesbiana/Bisexual Favorito    | Lauren Lewis (Lost Girl) | Ganador   | [ 12 ]       |
| 2013 | Mejor Pareja Lesbiana                   | Bo y Lauren (Lost Girl)  | Ganador   | [ 12 ]       |
| 2013 | Lío más caliente de Televisión/Película | Lauren y Bo, Lost Girl   | Ganador   | [ 12 ]       |
| 2013 | Mejor Pareja de Televisión              | Bo y Lauren (Doccubus)   | Ganador   | [ 19 ]       |